# Participació (finances)
Una participació en finances (en anglès: Bond+Option: Bo + opció) és un producte financer que ofereix un inversor amb una participació fixa i predeterminada a una opció. Comprant el bo cupó zero (zero-coupon bond) s'assegura la garantia del capital i que els fons restants es fan servir per comprar una opció.
Una participació financera és una forma d'inversió, mitjançant la qual es participa en els beneficis d'una empresa, encara que no se'n tinguin accions, és a dir, no es participa en el capital.